# Nikołaj Dolleżal
Nikołaj Antonowicz Dolleżal (ros. Николай Антонович Доллежаль, ur. 15 października?/27 października 1899 we wsi Omielnik w guberni jekaterynosławskiej, zm. 20 listopada 2000 w Moskwie) – radziecki energetyk, konstruktor reaktorów atomowych, dwukrotny Bohater Pracy Socjalistycznej (1949 i 1984).

## Życiorys
W 1917 skończył szkołę realną w Podolsku, a w 1932 Moskiewski Państwowy Uniwersytet Techniczny im. Baumana, w latach 1925–1930 był zastępcą szefa wydziału projektowego spółki akcyjnej „Tiepło i siła", w 1929 odbywał staż w Europie. Wkrótce po powrocie, w październiku 1930 został aresztowany przez OGPU na półtora roku i poddany śledztwu jako oskarżony o działalność w „Prompartii”, w styczniu 1932 zwolniony. Został zastępcą głównego inżyniera OKB-8 Wydziału Technicznego OGPU ZSRR, 1933–1934 był dyrektorem technicznym Instytutu Inżynierii Azotowej w Leningradzie, 1935-1938 głównym inżynierem fabryki „Bolszewik” w Kijowie, później pracował w Leningradzie i Swierdłowsku. Od 1946 wraz z Instytutem Naukowo-Badawczym Inżynierii Chemicznej pracował nad radzieckim projektem atomowym, projektując pierwsze przemysłowe reaktory atomowe dla produkcji broni z plutonu (agregaty „A” i „AI”), a po próbie pierwszej radzieckiej bomby atomowej przystąpił do opracowania reaktorów energetycznych dla instalacji okrętowych, w 1954 pod jego kierunkiem został opracowany pierwszy projekt instalacji reaktora dla łodzi podwodnej. W latach 1952–1986 kierował Instytutem Naukowo-Badawczym-8, założonym specjalnie dla konstruowania reaktorów wszystkich typów – energetycznych, przemysłowych i badawczych, w 1961 założył katedrę „atomową” – „Maszyny i Instalacje Energetyczne” w Moskiewskiej Wyższej Szkole Technicznej i został jej kierownikiem do 1986. 23 października 1953 został członkiem korespondentem, a 29 czerwca 1952 członkiem rzeczywistym Akademii Nauk ZSRR, miał stopień doktora nauk technicznych i tytuł profesora.

## Odznaczenia i nagrody
- Medal Sierp i Młot Bohatera Pracy Socjalistycznej (dwukrotnie – 29 października 1949 i 26 października 1984)
- Order Lenina (sześciokrotnie – 29 października 1949, 11 października 1956, 23 lipca 1959, 31 października 1969, 26 października 1979 i 26 października 1984)
- Order „Za zasługi dla Ojczyzny” II klasy (25 września 1999)
- Order Rewolucji Październikowej (17 września 1975)
- Order Czerwonego Sztandaru Pracy (31 marca 1945)
- Order Czerwonej Gwiazdy (16 września 1945)
- Nagroda Leninowska (1957)
- Nagroda Stalinowska (trzykrotnie – 1949, 1951 i 1953)
- Nagroda Państwowa ZSRR (dwukrotnie – 1970 i 1976)
- Złoty Medal im. Kurczatowa Rosyjskiej Akademii Nauk (2000)

I medale.